# Гаити в Первой мировой войне
Гаити вступило в Первую мировую войну 12 июля 1918 года, до этого сохраняло нейтралитет. Гаити объявило войну Германской империи и выступило на стороне Антанты.

## Правление Вильбрэна Гийома Сана
Вильбрэн Гийом Сан (1859—1915) был президентом Гаити с 4 марта по 27 июля 1915 года.
Кульминация репрессивных мер наступила 27 июля 1915 года, он был ответственен за приказ о казни целых 167 политических заключенных, включая бывшего президента Сэма Замора, который содержался в тюрьме Порт-о-Пренса. Это привело в ярость население, которое восстало против правительства Сана, как только до них дошли известия о казнях.
Сан сбежал во французское посольство, где получил убежище. Вожаки-мулаты гаитянских повстанцев ворвались в посольство, и Сан был найден. Повстанцы вытащили его, а затем избили до смерти. Две недели в стране царил хаос.

## Оккупация Гаити Соединёнными Штатами Америки
Оккупация Гаити Соединёнными Штатами Америки началась 28 июля 1915 года, когда 330 американских морских пехотинцев высадились в столице Гаити Порт-о-Пренсе по указанию президента США Вудро Вильсона. Июльское вторжение произошло после убийства диктатора президента Вильбрэна Гийома Сана повстанцами, возмущёнными его политическими казнями своих политических оппонентов.

## Правление Филиппа Сюдре Дартигенава
Филипп Сюдре Дартигенав (1862—1926) был юристом, пришедшим к власти в Гаити в качестве двадцать седьмого президента Гаити (1915—1922). Он стал президентом после вторжения США на Гаити. Дартигуенаве продолжил участие Гаити в Первой мировой войне вместе с Францией и Соединенными Штатами в Первой мировой войне. С победой Тройственной Антанты Гаити стала победоносным союзником в 1918 году. Затем заслуга вернулась к президенту Дартигуенаву.
После вступления Соединённых Штатов в Первую мировую войну правительство Гаити выразило протест против активной деятельности немецких подводных лодок в этом районе. Гаити изгнало всех немцев из страны, и Германская империя разорвала дипломатические отношения с Порт-о-Пренсом 16 июня 1917 года.

## Вступление в Первую мировую войну
Через месяц после того, как США объявили войну, президент Гаити Филипп Дартигенав обратился к Гаитянскому конгрессу с просьбой объявить войну из-за уничтожения немецкой подводной лодкой французского парохода, в составе экипажа и пассажиров которого находились граждане Гаити. Конгресс отказался, но несколько дней спустя принял резолюцию, осуждающую неограниченную подводную войну и уполномочивающую президента разорвать дипломатические отношения с Германией, если эта страна откажется от репараций и гарантий на будущее. В конце концов, Гаити объявило войну Германской империи 12 июля 1918 года.